# Elidon
Elidon è un videogioco pubblicato nel 1985 per Amstrad CPC, Commodore 64 e MSX dall'azienda britannica Orpheus, basato sul controllo di una fata nella labirintica foresta di Elidon.

## Modalità di gioco
La fata si muove in un ambiente di circa 300 stanze a schermata fissa, con visuale bidimensionale di lato, collegate da aperture in almeno una delle quattro direzioni orizzontali e verticali. Può camminare sul fondo dello schermo e su eventuali piattaforme oppure volare; il controllo del volo non è semplice in quanto soggetto alla gravità, ma è possibile fermarla a mezz'aria tenendo premuto il pulsante.
Scopo del gioco è trovare sette pozioni sparse nella foresta, con le quali far germogliare i sette fiori di Finvarra (un personaggio del folklore irlandese) che compongono la ghirlanda della regina delle fate. Oltre alle pozioni si potranno recuperare un flauto di Pan e una cornetta che se posizionati nella stanza giusta emetteranno un suono e faranno sparire un muro di energia. Nel gioco sono presenti anche una torcia per illuminare le zone buie e quattro frutti che possono essere usati contro i nemici, se il nemico corrisponde al frutto trasportato verrà ucciso dalla fata al tocco. Si possono trasportare fino a tre oggetti alla volta.
Si possono incontrare delle entità fluttuanti di vario aspetto, che rappresentano gli spiriti della foresta: sono tutti pericolosi al contatto e sottraggono la "polvere fatata" ovvero l'energia della fata. Anche le pareti e le piante non devono essere urtate in volo altrimenti causano perdita di energia e la caduta a terra della fata.
Il tema musicale è la Danza di Anitra tratta da Peer Gynt.